# 第14軍 (德國國防軍)
第14軍（XIV. Armeekorps）是德国陆军的一个军级编队，曾在东线和意大利战役中作战。

## 历任指挥官
- 古斯塔夫·冯·维特斯海姆步兵上将（1938年4月1日至1942年9月14日）
- 汉斯-瓦伦丁·胡贝中将（1942年9月14日–1943年1月）
- 赫尔穆特·施洛默中将（1943年1月17日至1943年3月5日）
- 汉斯-瓦伦丁·胡贝大将（1943年3月5日至1943年9月2日）
- 赫尔曼·巴尔克装甲兵上将（1943年9月2日至1943年10月1日）
- 汉斯-瓦伦丁·胡贝大将（1943年10月1日至22日）
- 弗里德林·馮·辛格爾·艾特林装甲兵上将（1943年10月22日–1945年5月）